# キール (バンド)
キール（Keel）は、アメリカ合衆国のヘヴィメタル・バンドである。
イングヴェイ・マルムスティーンやマーク・エドワーズが在籍したスティーラー（Steeler）の解散後、そのヴォーカリストであったロン・キール（Ron Keel）を中心として1984年に結成、同年デビュー。翌1985年に発表したセカンドアルバムのタイトル曲"The Right To Rock"はロック・アンセムとして知られていた。1989年に解散したが、1998年、2008年そして2010年と単発的に再結成を繰り返している。

## 略歴
元スティーラーのロン・キールを中心に1984年ロサンゼルスで結成、同年アルバム"Lay Down The Law"でデビュー。翌1985年にジーン・シモンズのプロデュースでセカンドアルバム"The Right To Rock"をリリース。1986年、同じくジーンのプロデュースで"The Final Frontier"リリース。この時Metal Edge誌の読者投票で年間ベストバンド賞を獲得した。1987年には4作目となるセルフタイトル・アルバム"Keel"を発表。プロデューサーはマイケル・ワグナーに代わっている。
1988年、2人のギタリスト、マーク・フェラーリとブライアン・ジェイが脱退。代わりにギタリストとキーボードを加えて1989年にスタジオ録音・ライブ録音半々ずつのアルバム"Larger Than Live"をリリースするも、同年中にロンはバンドの解散を発表した。
1990年代、ロンはRon Keel's Fair Gameなどのプロジェクトの後カントリーに転向、Iron Horseで活動。マーク・フェラーリはCold Sweat、Medicine Wheelといったバンドを組むなどソロ活動を続けていた。1998年、最初の再結成。1980年代の未発表曲を集めたアルバム"Keel Ⅵ：Back In Action"をリリースした。
2008年にはバンド25周年として2度目の再結成、2009年に数回ライヴ活動を行った。さらに2010年にも再結成してアルバム"Streets Of Rock & Roll"を発表している。

## メンバー
- Ron Keel - ヴォーカル：1961年生れ
- Mark Ferrari - ギター：1962年、ニューヨーク州生れ
- Brian Jay - ギター
- Geno Arce - ベース（2008 - ）
- Dwain Miller - ドラムス（1985 - ）

## 過去に在籍したメンバー
- David Michael Philips - ギター（1984）
- Bobby Marks - ドラムス（1984）
- Scott Warren - キーボード（1989）
- Steven Riley - ドラムス（1985）
- Tony Palamucci - ギター（1989）
- Kenny Chaisson - ベース（1984 - 1989、1998）

## ディスコグラフィ
- Lay Down The Law (1984)
- The Right To Rock (1985、全米99位[2]、邦題：誇り高き挑戦)
- The Final Frontier (1986、全米53位)
- Keel (1987、全米79位)
- Larger Than Live (1989)
- Keel Ⅵ：Back In Action (1998)
- Streets Of Rock & Roll (2010)